# Liste der denkmalgeschützten Objekte in Annaberg (Niederösterreich)
Die Liste der denkmalgeschützten Objekte in Annaberg enthält die 12 denkmalgeschützten, unbeweglichen Objekte der Gemeinde Annaberg im niederösterreichischen Bezirk Lilienfeld.

## Denkmäler
| Foto |                 | Denkmal                                                               | Standort                                                | Beschreibung | Metadaten |
| ---- | --------------- | --------------------------------------------------------------------- | ------------------------------------------------------- | --- | --- |
| ja   | Datei hochladen | Pfarrhof HERIS-ID: 27561 Objekt-ID: 24088                             | Annarotte 9 Standort KG: Annarotte                      | Der zweigeschoßige und dreiflügelige Pfarrhof von Annarotte ging aus einem frühbarocken Pilgerhospiz hervor, das zwischen 1639 und 1641 an die Pfarrkirche angebaut und im 19. Jahrhundert zum Teil abgetragen wurde. | BDA-Hist.: Q37912054 Status: § 2a Stand der BDA-Liste: 2025-06-30 Name: Pfarrhof GstNr.: .35                                                                     |
| ja   | Datei hochladen | Pavillon HERIS-ID: 27562 Objekt-ID: 24089                             | Annarotte 9 Standort KG: Annarotte                      | Im Pfarrgarten steht ein barocker Pavillon mit gestuftem Mansarddach und Schindeldeckung. | BDA-Hist.: Q37912070 Status: § 2a Stand der BDA-Liste: 2025-06-30 Name: Pavillon GstNr.: 108                                                                     |
| ja   | Datei hochladen | Wohnhaus Kaiserhaus HERIS-ID: 27556 Objekt-ID: 24083                  | Annarotte 23 Standort KG: Annarotte                     | Ein spätbarockes-frühbiedermeierliches zweigeschoßiges Bauwerk, 1816 urkundlich erwähnt, ehemaliges Gemeindegasthaus und Gesindehaus, im Kern 17. Jahrhundert, um 1800 adaptiert. | BDA-Hist.: Q37912031 Status: § 2a Stand der BDA-Liste: 2025-06-30 Name: Wohnhaus Kaiserhaus GstNr.: .20/1                                                        |
| ja   | Datei hochladen | Brunnen HERIS-ID: 27553 Objekt-ID: 24080                              | vor Annarotte 8 Standort KG: Annarotte                  | Gusseisenkandelaber mit seitlichem Volutenbecken in neomanieristischen Formen. | BDA-Hist.: Q37912016 Status: § 2a Stand der BDA-Liste: 2025-06-30 Name: Brunnen GstNr.: 445/4                                                                    |
| ja   | Datei hochladen | Kath. Pfarrkirche hl. Anna HERIS-ID: 27559 Objekt-ID: 24086           | bei Annarotte 10 Standort KG: Annarotte                 | Langhaus 1440–1444 über älterer Grundlage, Chor von 1327 mit barockem Dachreiter statt des ehemaligen Ostturmes, 1753 als Holzkonstruktion errichteter westlicher Dachreiter, zum Teil mittelalterliche und barockisierte Anbauten, 1217 urkundlich als Meierhof mit Kapelle, 1327 erweitert, 1382 dem Stift Lilienfeld inkorporiert, seit 1514 selbstständige Pfarre.                     | BDA-Hist.: Q23756489 Status: § 2a Stand der BDA-Liste: 2025-06-30 Name: Kath. Pfarrkirche hl. Anna GstNr.: .33 Pfarrkirche Annaberg                              |
| ja   | Datei hochladen | Quellfassung, Walsterursprung HERIS-ID: 63615 Objekt-ID: 76286        | Standort KG: Annarotte                                  | Am Ursprung der Walster ließ der Industrielle Arthur Krupp 1926 eine Quellfassung errichten. | BDA-Hist.: Q38103878 Status: § 2a Stand der BDA-Liste: 2025-06-30 Name: Quellfassung, Walsterursprung GstNr.: 374/1                                              |
| ja   | Datei hochladen | Ödhof, ehem. Gutshof HERIS-ID: 27575 Objekt-ID: 24102                 | Haupttürnitzrotte 22 Standort KG: Haupttürnitzrotte     | Wurde urkundlich 1536 erwähnt; die jetzige Form stammt aus dem Anfang des 19. Jahrhunderts. | BDA-Hist.: Q37912193 Status: § 2a Stand der BDA-Liste: 2025-06-30 Name: Ödhof, ehem. Gutshof GstNr.: 108/10                                                      |
| ja   | Datei hochladen | Bildstock Urlauberkreuz HERIS-ID: 27576 Objekt-ID: 24103              | bei Haupttürnitzrotte 22 Standort KG: Haupttürnitzrotte | Das Urlauberkreuz ist ein wuchtiger aus Steinquadern gemauerter Tabernakelpfeiler aus dem 17. Jahrhundert. | BDA-Hist.: Q37912216 Status: § 2a Stand der BDA-Liste: 2025-06-30 Name: Bildstock Urlauberkreuz GstNr.: 92/1                                                     |
| ja   | Datei hochladen | Evang. Pfarrkirche A.B. HERIS-ID: 27566 Objekt-ID: 24093              | bei Langseitenrotte 10 Standort KG: Langseitenrotte     | Ein nach Plänen von Hans Georg Kreuzer in den Jahren 1927 bis 1930 errichteter Sakralbau, Heimatstilformen mit expressionistischen Akzenten. | BDA-Hist.: Q37912090 Status: § 2a Stand der BDA-Liste: 2025-06-30 Name: Evang. Pfarrkirche A.B. GstNr.: 383/8 Evangelische Pfarrkirche Annaberg                  |
| ja   | Datei hochladen | Kath. Filialkirche hl. Joachim HERIS-ID: 27571 Objekt-ID: 24098       | neben Langseitenrotte 33 Standort KG: Langseitenrotte   | Um 1684 im Zuge der Gegenreformation an der Via Sacra als frühbarocke Wallfahrtskapelle errichtet, von Johann Joachim Graf Slawata reich bestiftet, Bauplatz von Kaiser Ferdinand III. bestimmt, 1844 Dach durch Brand zerstört, 1868 Außenrenovierung, 1920 Brand, 1978/79 restauriert, geschlossener Saalbau mit östlichem Dachreiter und niedrigeren Anbauten (Sakristei, Dachaufgang). | BDA-Hist.: Q37912140 Status: § 2a Stand der BDA-Liste: 2025-06-30 Name: Kath. Filialkirche hl. Joachim GstNr.: .1 Filialkirche Joachimsberg                      |
| ja   | Datei hochladen | Anlage Kraftwerk Wienerbruck (Ötschergräben) HERIS-ID: 32263seit 2022 | Langseitenrotte 49 Standort KG: Langseitenrotte         | Das 1911 eröffnete Kraftwerk Wienerbruck war seinerzeit das größte Speicherkraftwerk Österreich-Ungarns. Mit Stand von 2021 verfügte es über vier aktive Maschinensätze, von denen noch einer aus der Bauzeit stammt. | BDA-Hist.: Q1786228 Status: Bescheid Stand der BDA-Liste: 2025-06-30 Name: Anlage Kraftwerk Wienerbruck (Ötschergräben) GstNr.: .93, 262/8 Kraftwerk Wienerbruck |
| ja   | Datei hochladen | Hohe-Kreuz-Kapelle HERIS-ID: 27550 Objekt-ID: 24077                   | Josefsberg 2, in der Nähe Standort KG: Langseitenrotte  | Barocker Breitpfeiler aus der Mitte des 17. Jahrhunderts an der Via Sacra errichtet. | BDA-Hist.: Q37911989 Status: Bescheid Stand der BDA-Liste: 2025-06-30 Name: Hohe-Kreuz-Kapelle GstNr.: 175/5 Hohe-Kreuz-Kapelle                                  |